# Areguá
Areguá és una localitat del Paraguai, capital del Departament Central. Es troba a 29 km d'Asunción, sobre el llac Ypacaraí.

## Origen del nom
Areguá pren el seu nom del poble dels Mbya Guaraní, indígenes que vivien a la zona abans de la colonització espanyola. Aquest grup d'amerindis eren coneguts com a “Ariguá”, el qual significa “aquells de dalt”, pel fet que habitaven una regió relativament alta. Una altra interpretació possible del nom és "relatiu al passat" o "relatiu a l'antic", d'"aré", què significa antic, i "guá", un sufix possessiu.

## Clima
La ciutat té un clima tropical. Les temperatures arriben al punt màxim, sobre els 40°. Les temperatures mínimes durant l'hivern s'acosten als 0 °C. Els mesos amb més pluja van des de gener a abril.

## Població
La ciutat tenia una població urbana de 10.009 habitants el 2002 (44.566 al districte), segons la Direcció General d'Estadístiques, Enquestes i Censos.

## Història
Inicialment nomenada “Tapaicuá”, va ser fundada per Domingo Martínez de Irala l'any 1538 en un lloc que havia estat habitat abans per indígenes amerindis sobre la riba del llac Ypacaraí. Els seus habitants ocupaven la zona que envolta actualment a l'església d'Areguá.
Durant els primers anys de la colònia, la ciutat va ser un establiment rural al servei de l'Orde de la Mercè.
Cap als darrers anys del segle xix, la ciutat es va transformar en un centre de vacances, on escriptors, artistes i intel·lectuals gaudien de les seves vacances d'estiu.

## Economia
La cultivació de maduixes és un dels principals recursos de la ciutat. Areguá és coneguda també per la producció artesana de ceràmica, una altra activitat que ocupa una part important de la població.